# 路易·佩雷
路易·佩雷（法語：Louis Perrée，1871年3月25日—1924年3月1日），法国男子击剑运动员。他曾代表法国参加1900年夏季奥林匹克运动会击剑比赛，获得男子个人重剑银牌、男子重剑业余及大师赛第五名。